# 罗卜藏达尔扎
罗卜藏达尔札（？—1767年），清朝额鲁特蒙古土尔扈特部贵族，书库尔岱青曾孙阿喇布珠尔之孙，丹忠之子，额济纳土尔扈特旗多罗贝勒。
清高宗乾隆五年（1740年），袭爵多罗贝勒，因他年幼，旗务由理藩院派官代管。乾隆十八年（1753年），授札萨克。乾隆二十四年（1759年），开始主持部务。乾隆三十二年（1767年），去世，其子旺扎勒车凌承袭贝勒。